# Lee Soo-kyung (actriz nacida en 1996)
Lee Soo-Kyung (24 de octubre de 1996), es una actriz surcoreana.

## Carrera
Ha sido galardonada con varios premios por su labor como actriz de reparto, en especial el premio Baeksang Arts de 2017 por Heart Blackened y cinco años después el mismo premio por Miracle: Letters to the President'.
En octubre del 2018 se unió al elenco recurrente de la serie Where Stars Land (también conocida como "Star of the Foxes"), donde interpretó a Na Young-joo, una excampeona de Judo y miembro del equipo de seguridad del Aeropuerto Internacional de Incheon, así como el interés romántico de Oh Dae-gi (Kim Kyung-nam), hasta el final de la serie el 26 de noviembre del mismo año.
En agosto del 2020 se anunció que se había unido al elenco de la película Miracle: Letters to the President, estrenada en septiembre de 2021, y donde interpretó a Bo-kyeong, la solidaria hermana mayor de Jun-kyeong (Park Jung-min).
El 14 de abril de 2021 se unió al elenco de la serie Law School donde dio vida a Kang Sol (b), una estudiante de primer año de la facultad de derecho.
En julio de 2022 se unirá al elenco de la serie Adamas, donde interpretará a Kim Seo-hee, una honesta y apasionada reportera de redes sociales de la TNN, quien también esconde secretos de los gemelos.

## Filmografía

### Series de televisión
| Año   | Título                           | Papel         | Canal   | Notas                    | Ref.          |
| ----- | -------------------------------- | ------------- | ------- | ------------------------ | ------------- |
| 2015  | Hogu's Love                      | Kang Ho-Kyung | tvN     |                          |               |
| 2015  | Finding Argenta                  | Nam Seung-Hee | KBS2    | Drama Special            |               |
| 2015  | Reply 1988                       | Lee Soo-Kyung | tvN     | Episodio 8               |               |
| 2016  | Kidnapping Assemblyman Mr. Clean | Seul-Gi       | SBS     |                          |               |
| 2018  | Star of the Foxes                | Na Young-joo  | SBS     |                          |               |
| 2021  | Law School                       | Kang Sol (b)  | JTBC    |                          |               |
| 2022  | Adamas                           | Kim Seo-hee   | tvN     |                          | [ 10 ] [ 11 ] |
| 2024  | Love in the Big City             | Choi Mi-ae    | TVING   | Serie web en 8 episodios | [ 12 ] [ 13 ] |
| Prog. | When Life Gives You Tangerines   |               | Netflix | Serie web                | [ 14 ]        |

### Cine
| Año   | Título                                          | Papel                    | Ref.   |
| ----- | ----------------------------------------------- | ------------------------ | ------ |
| 2012  | In the Summer                                   | Soon-Young               |        |
| 2013  | The Pitapatting                                 |                          |        |
| 2014  | Broken                                          | estudiante de Kim Min-Ki |        |
| 2015  | Coin Locker Girl                                | Ssong                    |        |
| 2016  | Familyhood                                      | Sun-Young                |        |
| 2017  | The Mayor                                       | Byun Ah-Reum             |        |
| 2017  | Yongsoon                                        | Yong-Soon                |        |
| 2017  | Heart Blackened                                 | Im Mi-Ra                 |        |
| 2017  | Trivial Matters (short film)                    | Eun-Ha                   |        |
| 2019  | The Odd Family: Zombie On Sale (Strange Family) | Hae-Gul                  |        |
| 2021  | Miracle: Letters to the President               | Bo-kyeong                | [ 15 ] |
| 2022  | Yaksha: operaciones despiadadas                 | Mun Ju-yeon              | [ 16 ] |
| Próx. | Dead Man                                        | Gong Hee-joo             | [ 17 ] |

## Premios y nominaciones
| Año  | Premios             | Categoría                      | Papel                             | Resultado | Ref.   |
| ---- | ------------------- | ------------------------------ | --------------------------------- | --------- | ------ |
| 2017 | Blue Dragon Film    | Mejor actriz revelación        | Yongsoon                          | Nominada  |        |
| 2017 | Buil Film           | Mejor actriz revelación        | Yongsoon                          | Nominada  |        |
| 2017 | Grand Bell          | Mejor actriz revelación        | Yongsoon                          | Nominada  |        |
| 2017 | Women in Film Korea | Mejor actriz revelación        | Yongsoon                          | Ganadora  | [ 18 ] |
| 2018 | Baeksang Arts       | Mejor actriz de reparto - cine | Heart Blackened                   | Ganadora  | [ 3 ]  |
| 2018 | Baeksang Arts       | Mejor actriz revelación - cine | Yongsoon                          | Nominada  | [ 19 ] |
| 2018 | Chunsa Film Art     | Mejor actriz revelación        | Yongsoon                          | Nominada  | [ 20 ] |
| 2018 | SBS Drama           | Mejor actriz revelación        | Where Stars Land                  | Nominada  | [ 21 ] |
| 2021 | Blue Dragon Film    | Mejor actriz de reparto        | Miracle: Letters to the President | Nominada  | [ 22 ] |
| 2022 | Baeksang Arts       | Mejor actriz de reparto - cine | Miracle: Letters to the President | Ganadora  | [ 4 ]  |
| 2022 | Buil Film           | Mejor actriz de reparto        | Miracle: Letters to the President | Ganadora  | [ 23 ] |
| 2022 | Chunsa Film Art     | Mejor actriz de reparto        | Miracle: Letters to the President | Nominada  | [ 24 ] |